# Geschichte Elminas
Die historisch belegte Geschichte Elminas, einer heutigen Kleinstadt in Ghana umfasst mehr als fünfhundert Jahre. Sie beginnt 1482 mit einem Abkommen zwischen dem portugiesischen Seefahrer Diogo de Azambuja und dem von den Portugiesen Caramansa genannten Herrscher von Elmina. Darin wurde den Portugiesen erlaubt, dort die erste europäische Festung im Afrika südlich der Sahara zu errichten. Für die folgenden gut 150 Jahre bis zur Eroberung durch die Niederländer 1637 war Elmina Hauptort der portugiesischen Stützpunkte an der Goldküste, anschließend für etwa 250 Jahre Hauptort der Niederländer in Westafrika. Seit der Erbeutung des Pachtvertrages für die beiden Festungen Elminas durch die Aschanti 1701, hatte die Stadt zudem eine herausragende Bedeutung für das Aschantikönigreich, also die beherrschende Regionalmacht der Goldküste. Bis Mitte des 19. Jahrhunderts war Elmina die bevölkerungsreichste Stadt der Goldküste und übertraf sogar Accra und Kumasi. Der Handel mit Gold, Sklaven und Palmöl brachte die Stadt in direkten Kontakt mit Europa, Nordamerika, Brasilien und über die Rekrutierung von Soldaten auch mit Südostasien. Erst mit der Übernahme und weitgehenden Zerstörung der widerstrebenden Stadt durch die Briten 1873 büßte Elmina seine herausragende Stellung an der Goldküste ein und wurde ein Küstenort unter vielen.

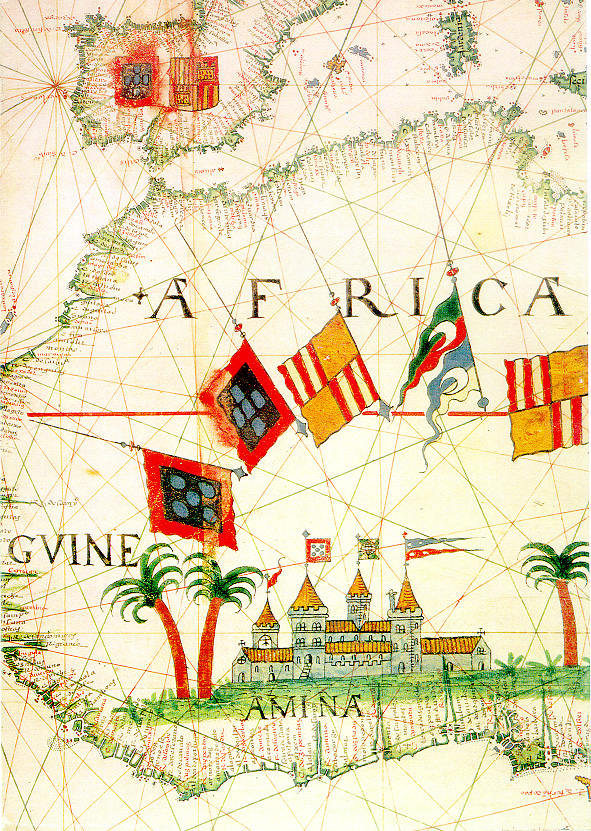
Diese Karte Westafrikas aus dem 16. Jahrhundert zeigt die Bedeutung Elminas

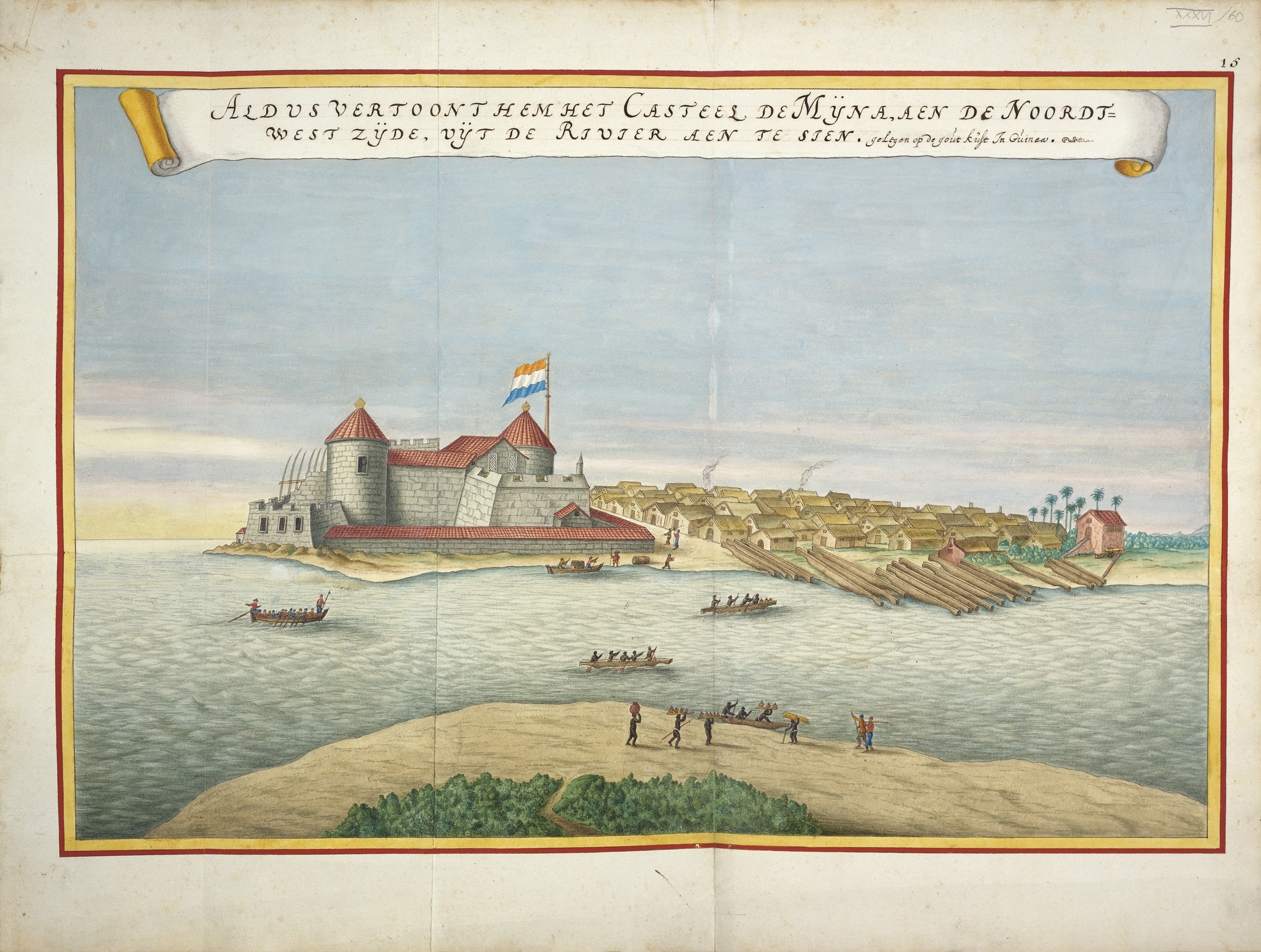
Ansicht Elminas aus dem 17. Jahrhundert

## Elmina vor Ankunft der Portugiesen

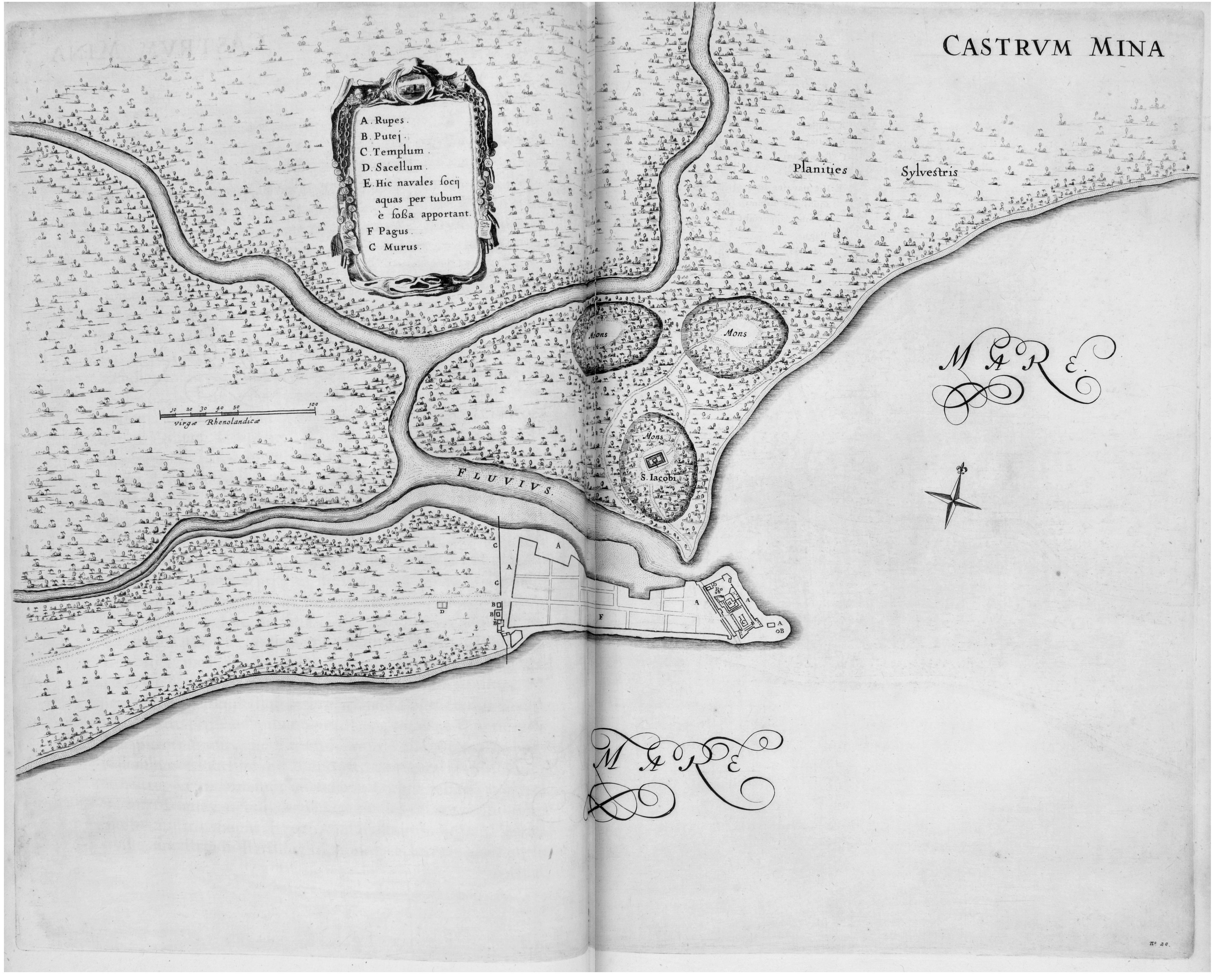
Karte von Elmina 1647, die Stadt ist auf die Südhalbinsel beschränkt

Elmina erstreckt sich heute auf zwei Halbinseln, nördlich und südlich des Benyaflusses. Die Besiedelung der südlichen Halbinsel ist seit mindestens dem Jahr 1000 n. Chr. belegt. Die Besiedelung der Nordhalbinsel dagegen setzte erst in der Neuzeit ein. Die Einwohnerzahl lag unmittelbar vor Ankunft der Portugiesen Ende des 15. Jahrhunderts wahrscheinlich bei einigen hundert Personen und Elmina gehörte damit zu den größeren Siedlungen des später Goldküste genannten Küstenabschnittes. Seine Bewohner befanden sich zudem bereits 100 Jahre vor Ankunft der Portugiesen über den Salzhandel im Handelsaustausch mit den Akanvölkern des Inlandes. Über diese Inlandsvölker war Elmina – in bescheidenem Ausmaß – mit den großen Handelsrouten Westafrikas und letztlich mit den Transsahararouten verbunden.

### Ein zweigeteiltes Dorf
Elmina lag an der Grenze der beiden Fante–Staaten Komenda und Fetu. Da die Portugiesen das spätere Elmina zudem auch „Aldea das duas Partes“, also „Dorf der zwei Teile (oder Parteien)“ nannten, ist lange vermutet worden, dass hier vor Ankunft der Portugiesen nicht ein Dorf bestand, sondern dass es zwei verschiedene Fischerdörfer auf beiden Ufern der Benya-Lagune gegeben hat, von denen eines zu Komenda (andere Bezeichnung: Eguafo), das andere zu Fetu gehörte. Archäologische Untersuchungen in den 1990er Jahren haben dagegen eindeutig ergeben, dass es nördlich des Benya vor Ankunft der Portugiesen keine Siedlung gab. Beide Hälften des alten Elmina lagen auf der südlichen Halbinsel. Der eine Siedlungskern befand sich unmittelbar westlich an das heutige Elmina Castle anschließend (und teils heute unter der Burg begraben), also am Ostende der Halbinsel; der andere Teil etwa 400 Meter westlich, kurz vor dem heutigen Ort Bantuma. Der Grund für die Zweiteilung des Dorfes dürfte darin gelegen haben, dass beide Teile jeweils an den erhöhten Punkten der Halbinsel lagen und das Gebiet dazwischen gelegentlich überflutet war.
Spätere niederländische Karten zeigen, dass die Gebiete im Westen und Nordwesten von Elmina von Eguafo / Komenda beherrscht wurden, die Gebiete im Osten dagegen von Fetu. Es ist nicht auszuschließen, dass zum Zeitpunkt der Ankunft der Portugiesen die Herrscher beider Staaten Ansprüche auf Elmina erhoben.
Die ungeklärte Frage der politischen Zugehörigkeit des ursprünglichen Elmina hat zu verschiedenen Spekulationen geführt. Beispielsweise wurde über eine Lautähnlichkeiten zwischen dem Wort „Caramansa“, mit dem der „König von Elmina“ in den ersten portugiesischen Berichten bezeichnet wurde, und dem Herrschertitel „Mansa“ des Volkes der Mandinka aus dem Sahelgebiet, darauf geschlossen, dass in Elmina vor der portugiesischen Zeit Mandinkahändlern herrschten. Es gibt aber außer der Lautähnlichkeit keinerlei Hinweise hierauf. Da der Begriff Caramansa außer in den frühesten Berichten nicht mehr auftaucht, ist es wahrscheinlicher, dass der Mandinka-Begriff von einem mitgeführten afrikanischen Übersetzer als allgemeine Bezeichnung für „Herrscher“ benutzt wurde.

### Gründungslegende
Nach einer lokalen Legende hatte der Gründer Elminas, Kwaa Amankwa, Aschanti-Vorfahren und kam aus Techiman in der heutigen Brong Ahafo Region. Die Herkunft aus Techiman deckt sich mit der Herkunftslegende der übrigen Fante. Ungewöhnlich ist jedoch die Betonung der Aschanti-Abstammung, denn Techiman war bis weit ins 18. Jahrhundert Teil des Königreiches Bono. Einig sind sich die Legenden jedoch darüber, dass Kwaa Amankwa Elmina am Fluss Benya gründete, nachdem er den Ort bei einem Jagdausflug entdeckt hatte. Er nannte seine Siedlung Anomansa, was übersetzt „unerschöpfliche Versorgung mit Wasser“ bedeutet.

## Die portugiesische Zeit: 1482–1637

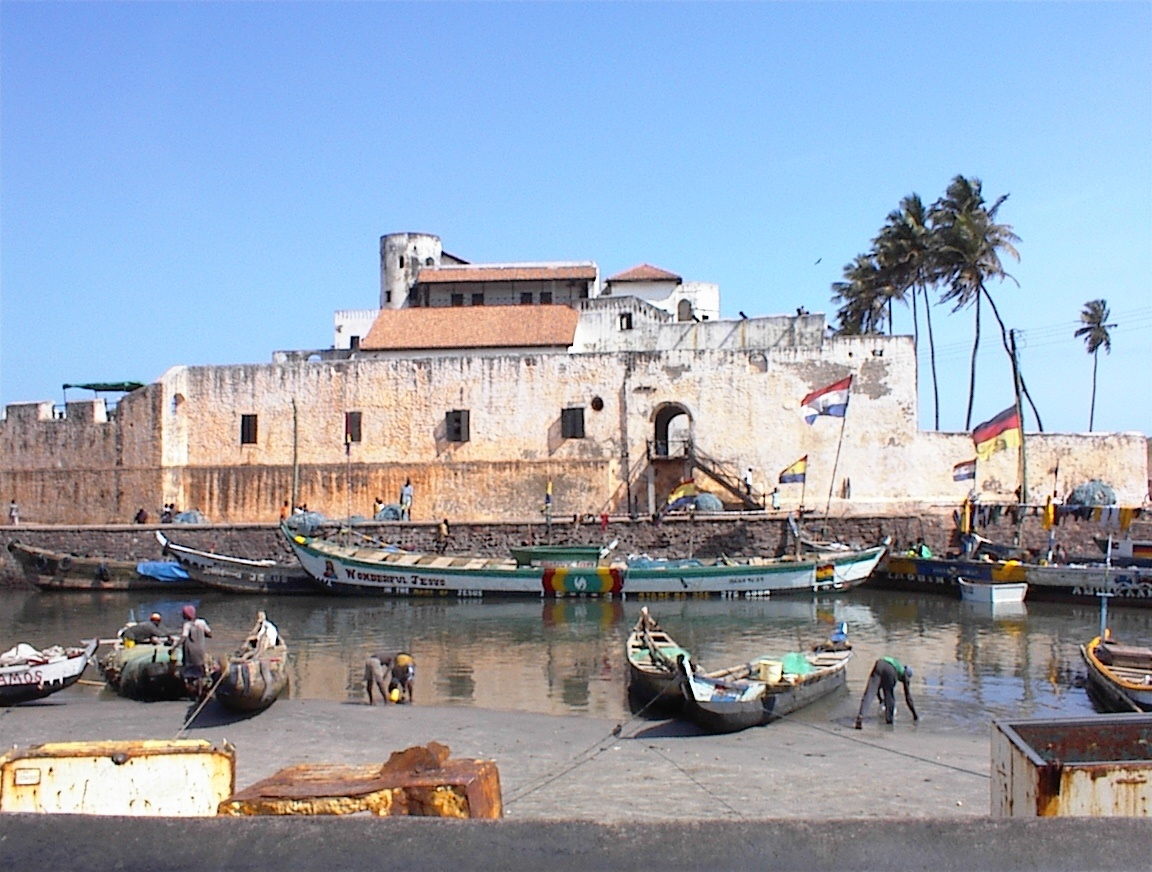
Fort São Jorge da Mina in Elmina

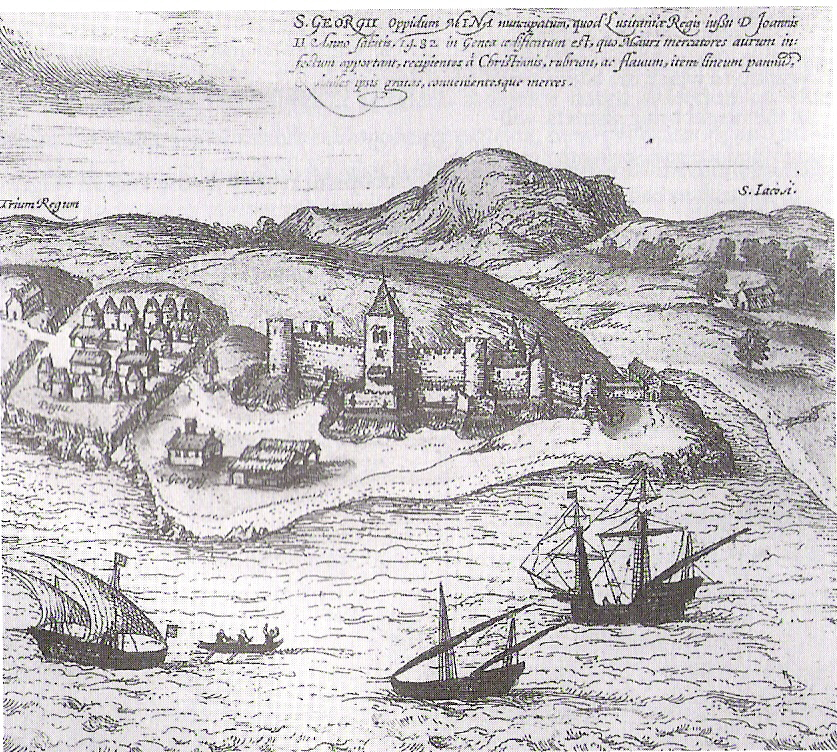
Frühe, idealisierte Darstellung der Stadt Elmina von 1575

1471 hatten erstmals Portugiesen im Auftrag des Lissaboner Kaufmanns Fernão Gomes die Küste vor Elmina erkundet. Um 1482 kehrten sie mit einer Flotte von 10 Karavellen und zwei Frachtschiffen unter dem Kommando von Diogo de Azambuja zurück. De Azambuja hatte den Auftrag, eine Festung an dieser Stelle zu errichten. Auf seinen Schiffen führte er bereits Material mit, das für die Errichtung einer Festung nach europäischen Vorstellungen gedacht war.
Die Einheimischen waren am Handel mit den Portugiesen interessiert und begegneten ihnen freundlich solange der Handel von den portugiesischen Schiffen aus ablief. Der Plan, bei Elmina eine Festung zu errichten, traf jedoch auf Ablehnung. Verhandlungspartner der Portugiesen war ein lokaler Herrscher namens Kwamina Ansa, von den Portugiesen Caramansa genannt. Überliefert ist eine blumige Rede „Caramansas“, die darauf hinauslief, dass „Freunde, die sich gelegentlich sehen, bessere Freunde bleiben, als wenn sie Nachbarn würden.“ Die Portugiesen begannen trotz dieser Ablehnung ihren Festungsbau und legten am 21. Januar 1482 den Grundstein für das spätere Fort São Jorge da Mina. Laut Daaku brannten sie aber wegen dieses Widerstandes den Ort nieder. Die Portugiesen errichteten auf dem erhöht liegenden östlichen Ende der Halbinsel eine rechteckige Festung mit Türmen an jeder Ecke und nannten sie Castelo de São Jorge da Mina, also Festung des heiligen Georgs von Mina, heute bekannt als Elmina Castle. Den Ort selbst nannten sie „El Mina“, also „Die Mine“ und bezogen sich damit auf den Ort als Quelle des Goldes, das sie erhandeln wollten.
Diogo de Azambuja wurde zum ersten von 48 capitão-mayór, also Gouverneuren von Elmina, ernannt. Die Gouverneure von Elmina waren im weiteren Verlauf gleichzeitig Gouverneure aller später gegründeten portugiesischen Besitzungen an der Goldküste.

### Bedeutung Elminas
Elmina wurde nicht zufällig zum Platz der ersten europäischen Festung an der Goldküste. Für diesen Ort sprach, dass es dort bereits eine afrikanische Siedlung erwähnenswerter Größe als Voraussetzung für den Handel und die Nutzung einheimischer Arbeitskräfte gab. Die Küste des späteren Ghana verfügte – im Gegensatz zum Inland – zu dieser Zeit kaum über größere Ortschaften. Eine Quelle von 1479 (Eustache de la Fosse) etwa nennt nur Elmina und das westlich gelegene Shama als erwähnenswerte Hafenorte. Selbst in dieser Gegend dauerte es im 15. Jahrhundert noch drei bis vier Tage, ehe sich die Nachricht von der Ankunft eines Schiffes per Trommeln verbreitet hatte und die Händler mit ihren Waren dort eingetroffen waren. Zudem waren die natürlichen Gegebenheiten ideal: eine felsige Halbinsel, zwischen Benya-Lagune und Ozean gelegen, leicht zu verteidigen mit der Lagune als natürlichem Hafen. Und schließlich gab es auf der Halbinsel – keine Selbstverständlichkeit an der Goldküste – die Möglichkeit, Sandstein für die Errichtung der Festung abzubauen. Tatsächlich führte De Azambuja nicht, wie in einigen Quellen angegeben, das komplette Material zum Festungsbau mit sich, sondern nur vorgefertigte Steine für die Fundamente, Torbögen und Fensteröffnungen. Der größere Teil des Materials für die Festung stammte von einem Steinbruch auf der Halbinsel. Ausschlaggebend für das Interesse der Portugiesen an dem gesamten Küstenabschnitt aber war, dass von dort die Handelswege ins Inland zu den Quellen des Goldes im Gebiet der Aschanti führten. Da in Elmina bereits vor Ankunft der Europäer Salz gewonnen und von dort aus ins Landesinnere transportiert worden war, existierte zum Zeitpunkt der Ankunft der Portugiesen bereits ein Handelsweg ins Landesinnere.

### Das Verhältnis zwischen Portugiesen und Einheimischen in Elmina

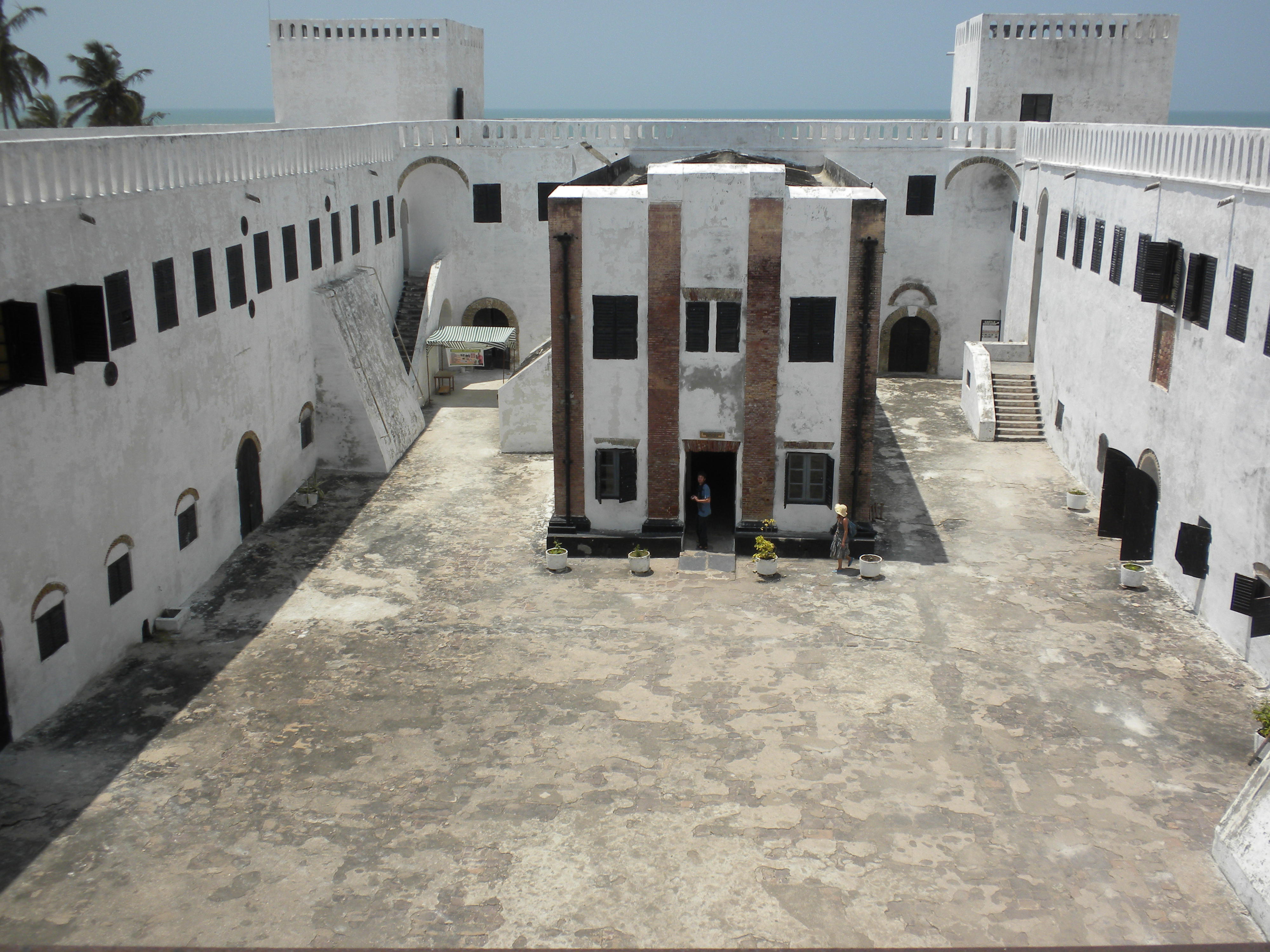
Innenhof von Elmina Castle heute

Die Portugiesen übten keine uneingeschränkte Macht über die Bevölkerung von Elmina aus. Zwar akzeptierten die Einheimischen sie als eine Macht, die Streitigkeiten zwischen den Afrikanern schlichten konnte, doch dies ist wohl auch auf die Rolle der Portugiesen als „neutrale Außenstehende“ zurückzuführen. Die Portugiesen konnten eine Steuer auf Fisch durchsetzen und neu gewählte lokale afrikanische Oberhäupter ließen sich von ihnen offiziell anerkennen. Gleichzeitig waren sie aber von der Kooperation der Afrikaner abhängig. Als letztes Mittel bei Unzufriedenheit mit der europäischen Macht blieb den Afrikanern das wirkungsvolle Mittel, die Stadt zu verlassen. Bezeichnend ist ein Schreiben des portugiesischen Königs an den Gouverneur von Elmina aus dem Jahr 1523. Darin brachte er seine Besorgnis zum Ausdruck, dass die Menschen dort zu hart behandelt würden, mit dem Ergebnis, dass sich die Stadt entvölkere. Dies sei nicht im Sinne guter Handelsbeziehungen, die Leute sollten daher eher verteidigt, beschützt und belehrt werden. Tatsächlich entstand in Elmina auf königlichen Erlass hin 1529 die erste Schule für Einheimische, in der Schreiben, Lesen und die Heilige Schrift gelehrt wurde.
Die Portugiesen verboten deshalb (ebenso wie später die Niederländer) die Versklavung von Einheimischen im Umland von Elmina. Ein königlicher Erlass von 1615 nennt dafür einen Umkreis von zehn Leguas (etwa 50 Kilometer) um die Stadt. Elmina war nie eine Quelle von Sklaven, ihre gesamte Herrschaft hindurch importierten die Portugiesen sogar Sklaven dorthin und bezahlten mit tausenden Menschen von der sogenannten Sklavenküste das Gold der Aschanti. Die spätere Bedeutung der Stadt für den Sklavenhandel beruhte auf ihrer Funktion als Durchgangsstation für verschleppte Menschen ab dem 17. Jahrhundert.
1486 wurde „Elmina“ das portugiesische Stadtrecht verliehen. Tatsächlich bezogen sich die Stadtrechte nach einzelnen Quellen nur auf die dortige Festung und nicht auf die afrikanische Siedlung.
Sehr früh auch entwickelte sich in Elmina ein portugiesisch basiertes Pidgin, das sich zur Verkehrssprache an der gesamten Goldküste entwickelte und noch Jahrzehnte nach der Vertreibung der Portugiesen im Kontakt zwischen Afrikanern und Europäern nicht nur portugiesischer Sprache benutzt wurde.
Von Beginn ihrer Anwesenheit hier an bemühten sich die Portugiesen, die Einheimischen zum katholischen Glauben zu bekehren und errichteten mehrere Kirchen und Kapellen. Die bekannteste ist eine kleine, 1503 errichtete Kapelle auf dem Hügel oberhalb der Stadt, auf dem später die niederländische Festung Conradsburg entstehen sollte.
Ein Hemmschuh für die Portugiesen in Elmina war die bürokratische und ineffiziente Organisation ihrer Herrschaft, die auf direkten Anweisungen aus Lissabon beruhte. Der Gouverneursposten wurde zudem üblicherweise als Möglichkeit zur persönlichen Bereicherung genutzt. Gleichzeitig war das „Mutterland“ häufig nicht in der Lage, eine ausreichende Versorgung der Garnison zu garantieren. Im Gegensatz zu späteren Kolonialherren bildeten die Portugiesen keine Handwerker oder andere Fachkräfte unter den Einheimischen aus. Selbst Maurer zur Reparatur der Festungsmauern wurden regelmäßig aus Portugal geholt.
Ab 1514 allerdings kam es zu gemeinsamen militärischen Aktionen der Bevölkerung von Elmina und der Portugiesen. Krieger aus Elmina bemannten zudem die Wälle der Festung, nachdem bereits 1481 das päpstliche Verbot, Feuerwaffen an die Afrikaner zu verkaufen, aufgehoben worden war, damit die Portugiesen ihre Verbündeten bewaffnen konnten.

### Entstehung des Staates Elmina
→ Hauptartikel: Elmina (Staat)
Die ehemals Fetu oder Kommenda unterstellte Stadt Elmina wurde durch das Bündnis mit den Portugiesen in den ersten Jahrzehnten des 16. Jahrhunderts zur unabhängigen politischen Einheit und im weiteren Verlauf zum Staat Elmina bzw. Edina, der seinen räumlichen Einflussbereich zunehmend ausdehnte.

### Bevölkerung in portugiesischer Zeit

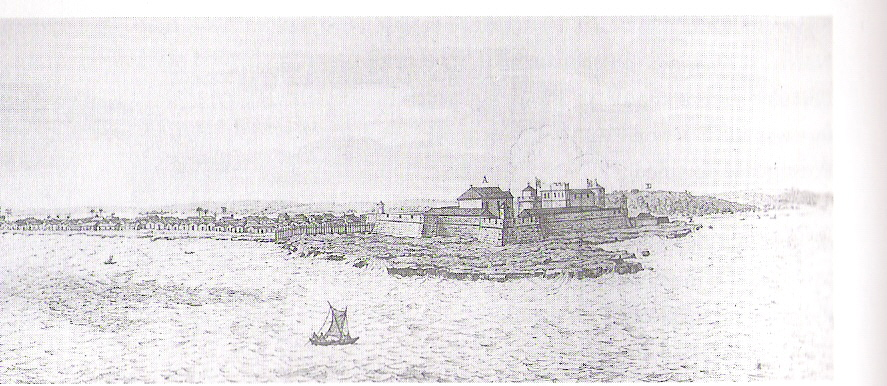
Elmina 1637

Es gibt keine verlässlichen Angaben über die Entwicklung der Bevölkerung der Stadt in portugiesischer Zeit. Anzunehmen ist, dass das rapide Wachstum der Stadtbevölkerung bereits damals begann. Die nebenstehende Ansicht von Elmina aus dem Jahr der Eroberung durch die Niederländer zeigt eine große afrikanische Siedlung westlich der Festung. Ob sie mehr als etliche hundert Einwohner umfasste, ist unklar. Ihr Wachstum dürfte in jedem Fall eher durch Zuwanderung, insbesondere aus den umliegenden Dörfern, als durch natürliches Geburtenwachstum erfolgt sein. Die europäische Bevölkerung in der Stadt war zu portugiesischer Zeit gering. Als Azambuja die Festung Sao Jorge da Mina errichten ließ, hatte er 63 Europäer bei sich. Zu keiner Zeit der portugiesischen Periode lebten mehr Europäer in der Stadt und zum Zeitpunkt der Eroberung durch die Niederländer bestand die portugiesische Garnison aus gerade mal 35 Männern. Die Kommandeure kamen überwiegend aus dem niederen Adel Portugals und viele der einfachen Männer waren aufgrund von Vergehen zum Exil in Elmina verurteilt. Eine zeitgenössische Auflistung führt 1529 unter den Europäern Elminas nur vier Frauen auf, durchweg Verurteilte. Aus portugiesisch-afrikanischen Verbindungen ging die Gruppe der sogenannten Mulattos hervor. Ihre Zahl ist nur zu schätzen, belegt ist, dass nach der Einnahme Elminas durch die Niederländer die Mulattos eine Sondererlaubnis erhielten, mit der portugiesischen Garnison auf die Insel São Tomé über zu siedeln und 200 von ihnen in Elmina blieben.

### Stadtbild in portugiesischer Zeit
Die afrikanische Siedlung Elmina erstreckte sich unmittelbar von den Mauern der Festung westwärts, beschränkt durch die natürlichen Bedingungen (Lage zwischen Ozean, Lagune und sumpfiger Niederung) und ein Siedlungsverbot, das die Portugiesen nach der Errichtung der Festung für den östlichen Teil der Halbinsel um ihre Burg herum erließen. Die Festung selbst war im Stil mittelalterlicher Burgen gebaut: rechteckig mit Türmen an den vier Ecken. Wahrscheinlich während der 2. Hälfte des 16. Jahrhunderts errichteten die Portugiesen zum Schutz der Stadt eine kanonenbewehrte Mauer, einige hundert Meter westwärts der Festung, die die gesamte Siedlung von der Landseite her schützte. Das von Mauer und Meer bzw. Lagune umschlossene „Stadtgebiet“ von Elmina umfasste also ein Gebiet von etwa drei Hektar.
Einen Hinweis auf die hygienischen Zustände in dem schnell gewachsenen, eng bebauten Ort gibt der Bericht eines zeitgenössischen Beobachters, de Marees, der 1602 schrieb, dass die Stadt bei Wind von Land schon in einer Entfernung von 2,5 Kilometern auf See gerochen werden konnte.

## Die niederländische Zeit 1637–1872

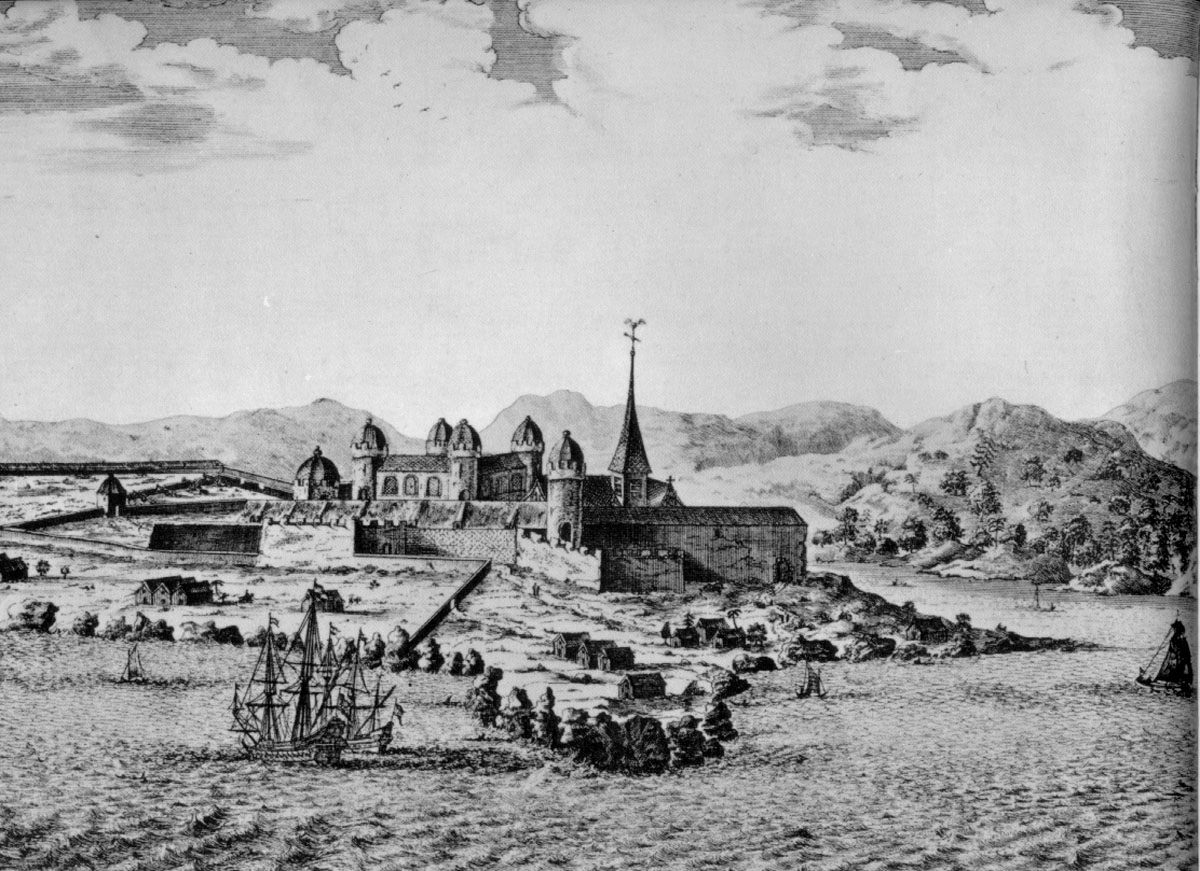
Darstellung von Elmina Castle von 1668, rechts der Hügel Sao Jago

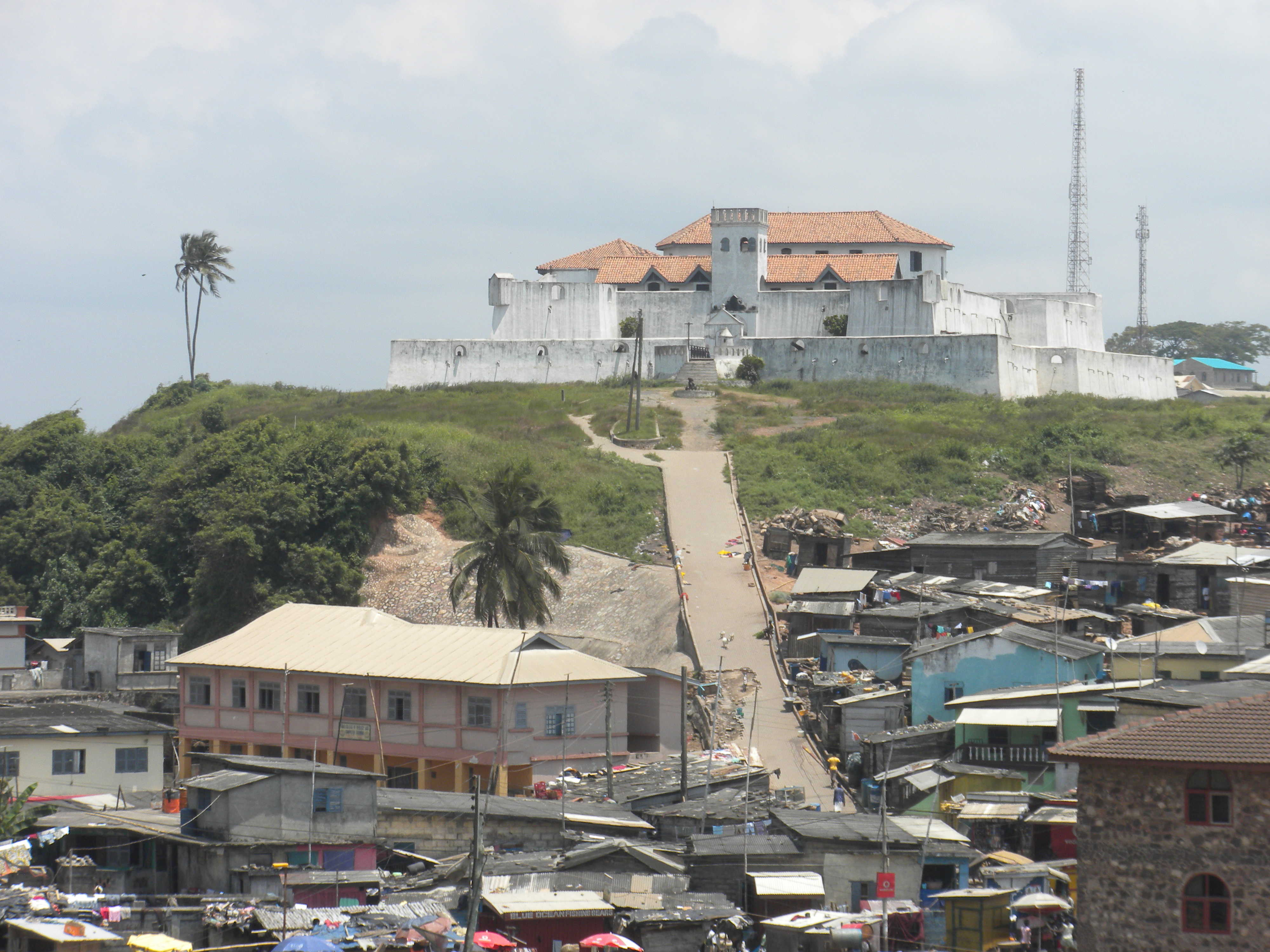
Die Coonradsburg heute

Fünfmal hatten die Niederländer vergeblich versucht, die portugiesische Festung in Elmina einzunehmen: 1596, 1603, 1606, 1615 und 1625. Jedes Mal waren sie mit Unterstützung der afrikanischen Einwohner zurückgeschlagen worden. Selbst mehrere Versuche, die Stadt zu erobern, nachdem die Mauern der Festung und eine Bastion 1615 durch ein Erdbeben schwer beschädigt worden waren, schlugen fehl.
1625 versuchten die Niederländer mit einer Flotte von 15 Schiffen unter Jan Dirckszoon Lam erneut Elmina zu nehmen. Auch dieser mit großer Überlegenheit geführte Angriff (etwa 1200 Niederländer) scheiterte unter großen Verlusten am durch den portugiesischen Gouverneur Francisco de Sotomaior organisierten Gegenangriff seiner afrikanischen Verbündeten.
Im August 1637 erschienen die Niederländer erneut mit neun Schiffen und rund achthundert Soldaten vor Elmina. Nach nur drei Tagen nahmen sie am 29. August das Fort mit Unterstützung durch etwa 1000 bis 1400 bewaffnete Afrikaner aus Eguafo und Asebu (siehe auch Hauptartikel Schlacht um Elmina 1637).
Ausschlaggebend für die Einnahme der Festung war ein großer strategischer Fehler der Portugiesen: Auf der der Festung unmittelbar gegenüberliegenden Nordhalbinsel gab es einen Hügel, von dem aus es möglich war, mit Kanonen in die Festung hineinzuschießen. Dieser Hügel war nur durch eine unbedeutende Redoute gesichert worden. Mit der Eroberung des Hügels war die Festung nicht mehr zu verteidigen. Die Niederländer hinterließen eine Garnison von etwa 150 Soldaten und verstärkten die Befestigungen durch den Bau einer Festung auf dem erwähnten Hügel, die sie Coenraadsburg nannten.
Die Niederländer (genauer gesagt: die Niederländische Westindien-Kompanie) erklärten Elmina umgehend zum Hauptort ihrer gesamten afrikanischen Besitzungen. Der Generalgouverneur von Elmina trug daher auch den Titel „Generalgouverneur der nördlichen und südlichen Küsten Afrikas“.

### Verhältnis zu den Niederländern

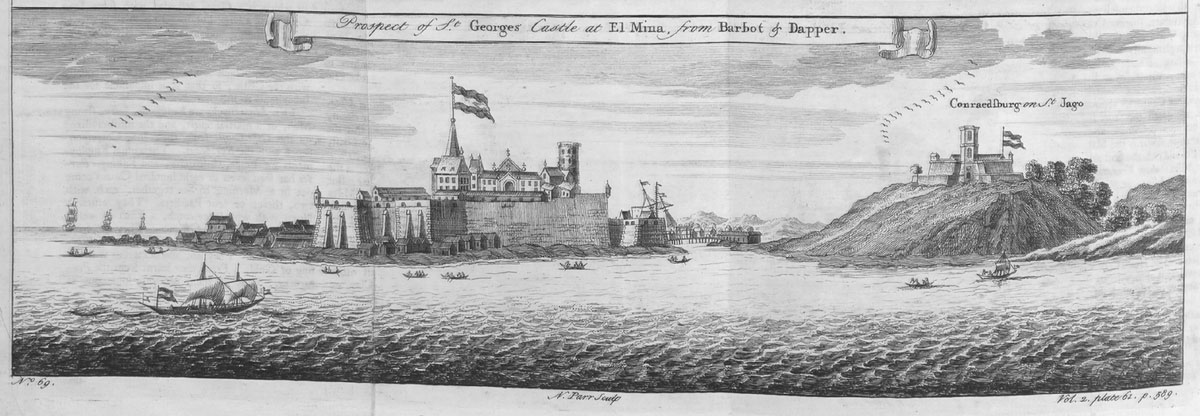
Die beiden Festungen von Elmina in einer Ansicht aus dem 17. Jahrhundert

Ebenso wie in der portugiesischen Zeit war das Verhältnis der Europäer zu den Afrikanern in Elmina unter niederländischer Kontrolle von gegenseitiger Abhängigkeit und dem Streben nach wechselseitigem Vorteil im Handel geprägt. Die Niederländer unterstützten die Elminaer bei Konflikten mit benachbarten Staaten ebenso, wie umgekehrt.
Das 250 Jahre währende Verhältnis war dennoch nicht ohne Konflikte. So kam es 1739/40 zu gewalttätigen Auseinandersetzungen zwischen Elminaern und Niederländern, als der damalige Generalgouverneur de Bordes, den Fischern aus Elmina die Durchfahrt durch den Benya-Fluss in den Ozean verweigerte und 1808 ermordeten Bewohner Elminas den Gouverneur Hoogenboom aus Rache für Übergriffe von Niederländern.
In der niederländischen Zeit entwickelten sich die eigenen politischen Strukturen Elminas weiter und führten zu einem gestiegenen Selbstbewusstsein der einheimischen Herren der Stadt gegenüber den Niederländern. Erst ab der ersten Hälfte des 18. Jahrhunderts sahen die Niederländer die Bewohner zunehmend als ihre Untertanen an, was diese jedoch nicht akzeptierten. Die Niederländer zahlten Tribut (bei den Niederländern hieß es „Kostgeld“) für Elmina an das Königreich der Denkyra und später (s. u.) an das Königreich der Aschanti.

### Die Asafo-Gesellschaften
Spätestens im 18. Jahrhundert waren die sogenannten Asafo-Gesellschaften für das Machtgefüge in der Stadt von entscheidender Bedeutung. Die Institution der Asafo-Gesellschaften ging sogar der Entstehung eines Königtums (des Amtes des Omanhene) zeitlich noch voraus. Sie hatten und haben sowohl rituelle als auch militärische Aufgaben. Zu jeder Asafo-Gesellschaft gehörten ein Schrein und eine Flagge. Sie bildeten auch militärische Einheiten im Kriegsfall. Derartige Männerbünde bestanden auch in anderen Akangesellschaften der Küste, in Elmina hatten sie aber eine weitaus stärkere Position im politischen Gefüge der Stadt bzw. des Staates. Der „König“ (edenahene) von Elmina wurde durch die Asafos bestimmt und die Asafo-Führer erhielten einen größeren, ebenfalls „Kostgeld“ genannten Betrag von den Niederländern als der König. Auch der besonfo, ein Rat wohlhabender Vertreter Elminas, der im 19. Jahrhundert entstand, hatte seinen Ursprung im Asafosystem.
1724 existierten sieben Asafo-Gesellschaften: Ankobia, Akim, Encodjo, Apendjafoe (Benyafoe, Benya, Wombir), Abesi, Allade (Adjadie, Abadie, Adadie) und Enyampa. Die Asafos waren jeweils Stadtvierteln („Kwartieren“) zugeordnet. Drei weitere kamen im 19. Jahrhundert hinzu. Zwei dieser neuen Asafos bestanden aus Flüchtlingen aus Simbo und Eguafo, die sich nach dem Fantekrieg von 1810 in Elmina niedergelassen hatten. Die 10. und letzte Asafo-Gesellschaft mit Namen Akrampa entstand aus den Sklaven der Niederländischen Westindien-Kompanie und deren Nachkommen, den sogenannten vrijburghers.

### Das Königtum
Die Institution eines einzelnen Herrschers für Stadt und Staat Elmina entstand erst im 18. Jahrhundert. 1732 tauchte in den europäischen Berichten erstmals ein „König von Elmina“ als offenkundig neue Institution auf. Der Omanhene wurde der politische, militärische und religiöse Führer Elminas. Im Gegensatz zu den Traditionen der übrigen Akanvölker, wurde und wird diese Position patrilinear, also entlang der männlichen Linie vererbt. Der Omanhene muss einer bestimmten Asafo (Enyampa Asafo) angehören und entweder dem Anona oder dem Nsona Clan entstammen. Die exakte Ausprägung des Königsamtes scheint sich erst im Laufe des 18. Jahrhunderts vollzogen zu haben. Zeitgenössische niederländische Quellen sprechen noch über Jahrzehnte von einem „Oberkönig“ und einem „2.“ oder „3. König“ in Elmina. Es gibt Hinweise darauf, dass – auch wenn überlieferte Königslisten einen anderen Eindruck zu erwecken versuchen – die Funktion des Omanhene eine Zeit lang unter den „Unterkönigen“ rotierte und erst allmählich eine exakte Erbfolge festgelegt wurde.

### Herrschaft in Elmina vor Königtum und Asafo
Kenntnisse über die politischen Institutionen in Elmina unmittelbar nach der Unabhängigkeit der Stadt von Fetu bzw. Kommenda um 1500 bis zum Jahr 1730 beschränken sich weitgehend auf Hinweise, was es alles nicht gab: Es gab keine direkte Herrschaft der Portugiesen oder Niederländer über die afrikanische Stadt und keinen alleinigen Herrscher. Portugiesische Quellen des 17. Jahrhunderts sprechen von drei „caboceer“ oder Anführern Elminas in drei verschiedenen Stadtteilen, und auch davon, dass sich das Volk wie in einer Republik selbst organisiert. Übergeordnete Streitigkeiten dagegen wurden den Portugiesen bzw. später den Niederländern vorgetragen. De Corse zitiert einen niederländischen Generalgouverneur aus dem Jahr 1639 über die Einwohner Elminas, die

„alle Ereignisse dem (niederländischen) Generalgouverneur vortragen, da sie keinen König haben, und sie bestehen derart auf ihren Rechten, dass sie eher ein Leben in Gefahr auf sich nehmen würden, als ihrer Rechte von einem König beraubt zu werden.“

Auch wenn sich keine verlässlichen Aussagen über die exakte innere Organisation der Stadt in den ersten 2 Jahrhunderten nach der Errichtung der Festung von Elmina machen lassen, ergibt sich das Bild einer zunehmend aus verschiedenen Landesteilen zusammengewürfelten afrikanischen Gemeinschaft, die von direkter Oberherrschaft befreit mit den europäischen Mächten in der Festung
eigene Wege der Organisation ihrer Gemeinschaft entwickelte.

## Bevölkerungsentwicklung in niederländischer Zeit

### Afrikaner
Die Bevölkerungszahl Elminas stieg in der niederländischen Zeit steil an. Im 18. Jahrhundert dürfte sie bereits 12.000 bis 16.000 Menschen betragen haben und im 19. Jahrhundert noch einmal auf 18.000 bis 20.000 Menschen angestiegen sein. Während der gesamten niederländischen Zeit ersuchten Menschen aus anderen Teilen der Küstenregion des späteren Ghana um die Erlaubnis, sich hier niederzulassen. Im 17. und 18. Jahrhundert waren es Menschen aus Fetu, Eguafo, Akim und Denkyra, Flüchtlinge der Kriege zwischen den Aschanti und Wassa, die nach Elmina kamen, aber auch Ewe und Ga aus dem Osten Ghanas, die nicht zu den Akanvölkern gehörten. Der Ort Bantoma, der unmittelbar an Elmina grenzt, hat noch heute einen großen Anteil Ewe und es ist zu vermuten, dass die Ewe über lange Zeit einen Teil der Bevölkerung Elminas bildeten. Möglicherweise hatten sich auch Dioula- und Mande-Händler in der Stadt niedergelassen. Für das Wohnrecht brauchten die Neubürger das Einverständnis der Niederländer und häufig mussten sie einen Treueschwur leisten, der das Versprechen gewisser Arbeitsleistungen für die Europäer beinhaltete. Zu dieser heterogenen afrikanischen Bevölkerung trugen auch die Sklaven bei, die, zumeist von der „Sklavenküste“, bereits seit der portugiesischen Zeit in die Stadt gebracht worden waren, aber nun erst einen nennenswerten Anteil an der Stadtbevölkerung erreichten. Zu bedenken ist dabei, dass die Sklaven in der Akangesellschaft keinen rechtlosen Status hatten, der etwa mit dem der amerikanischen Plantagensklaven vergleichbar wäre, sie wurden vielmehr in die Abusua, den matrilinearen Familienverband der Akan, eingegliedert.

### Europäer
Europäer machten zu keiner Zeit einen wesentlichen Anteil an der Bevölkerung der Stadt aus. In portugiesischer Zeit überstieg ihre Anzahl nie die 63 Mann, die mit Gouverneur Azambuja nach der Errichtung der Festung dort blieben. Zur Zeit der Eroberung durch die Niederländer waren ganze 35 Europäer in der Festung. In der niederländischen Zeit stieg die Zahl der Europäer allerdings. Im 17. Jahrhundert waren es über 100 Personen und im 18. Jahrhundert war von den bis zu 377 Europäern in niederländischen Diensten an der Goldküste die Mehrheit in Elmina stationiert. Häufig kamen sie aus Arbeitshäusern, Waisenheimen und Gefängnissen. Die Europäer waren jedoch keineswegs ausschließlich Niederländer. Hier dienten vielmehr auch Deutsche, Franzosen oder Flamen. Ab der Mitte des 18. Jahrhunderts sank die Zahl der Europäer wieder, als die Westindische Kompanie aus Kostengründen zunehmend Afrikaner und Nachkommen von Niederländern und Afrikanerinnen in ihre Dienste nahm. Im 19. Jahrhundert sank die Zahl der Niederländer in Elmina noch einmal und dürfte zu keiner Zeit mehr als 20 Personen betragen haben.

### Tapojeires und Vrijburghers
Ebenso wie in der portugiesischen Zeit gab es unter den Niederländern Verbindungen zwischen Niederländern und afrikanischen Frauen aus Elmina. Bis ins frühe 18. Jahrhundert waren Ehen zwischen Europäern und Afrikanerinnen jedoch selten und brauchten die Erlaubnis des Generalgouverneurs. Bedeutend mehr Kinder gab es aus nicht legitimierten europäisch-afrikanischen Verbindungen in Elmina. Diese Kinder nannten die Niederländer Tapoeijers, wahrscheinlich aufgrund ihrer Hautfarbe nach einem indianischen Volk. 1700 gab es einen Erlass des Generalgouverneurs, der besagte, dass Kinder aus diesen Verbindungen entweder von ihren niederländischen Vätern bei der Rückkehr in die Niederlande dorthin mitzunehmen waren oder aber die Väter eine angemessene Summe für die weitere „christliche Erziehung“ ihrer Kinder innerhalb Elminas zahlen mussten. Zudem wurde in der Stadt ein Haus errichtet, in dem diese bis zum Alter von 5 oder 6 Jahren im Schreiben, Grundzügen der Wirtschaft, in einzelnen Handwerken und in der Landwirtschaft unterrichtet wurden.

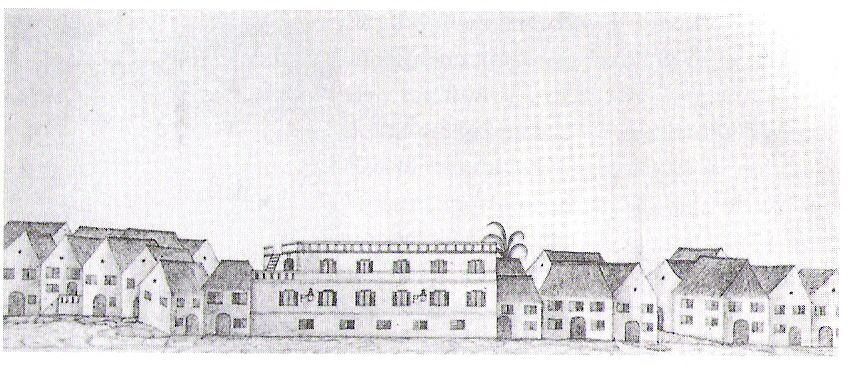
Haus des Händlers Johan Neizer 1792

Viele der Euro-Afrikaner von Elmina wurden erfolgreiche Händler. Der wohl bedeutendste von ihnen war Jan Nieser, der mehrfach Europa besuchte und direkten Handelskontakt mit europäischen und amerikanischen Gesellschaften unterhielt. Sein eindrucksvolles Wohnhaus ist nebenstehend abgebildet.
Ein Teil dieser Gruppe erlangte einen besonderen Status und wurde Vrijburghers, also Freibürger genannt. Sie erhielten dieselben Rechte wie die Niederländer und organisierten sich in einer eigenen Asafo-Gesellschaft (Akrampa). Ihr „Burgermeester“ schloss selbstständig Verträge mit den Niederländern und jeder Vrijburgher hatte das Recht, ein Schwert zu tragen. Viele Euro-Afrikaner arbeiteten in den unteren Rängen der niederländischen Verwaltung der Stadt und im 19. Jahrhundert schickten etliche von ihnen ihre Kinder in die Niederlande oder nach England in die Schule. Bekannte Vrijburghers waren etwa Carel Hendrik Bartels, Jacob Huidecoper oder Jacob Simon. Ungewöhnlich war, dass aus dieser Gruppe auch viele Mädchen zur Schule nach Europa geschickt wurden. Im 19. Jahrhundert siedelten die Vrijburgher sich vornehmlich nördlich der Benyalagune in jenem Gebiet an, dass „der Garten“ („tuin“) genannt wurde, weil hier auch der Garten zur Versorgung der Europäer Elminas lag. So bildete sich hier ein eigener Stadtteil heraus.

## Entwicklung der Stadt in niederländischer Zeit

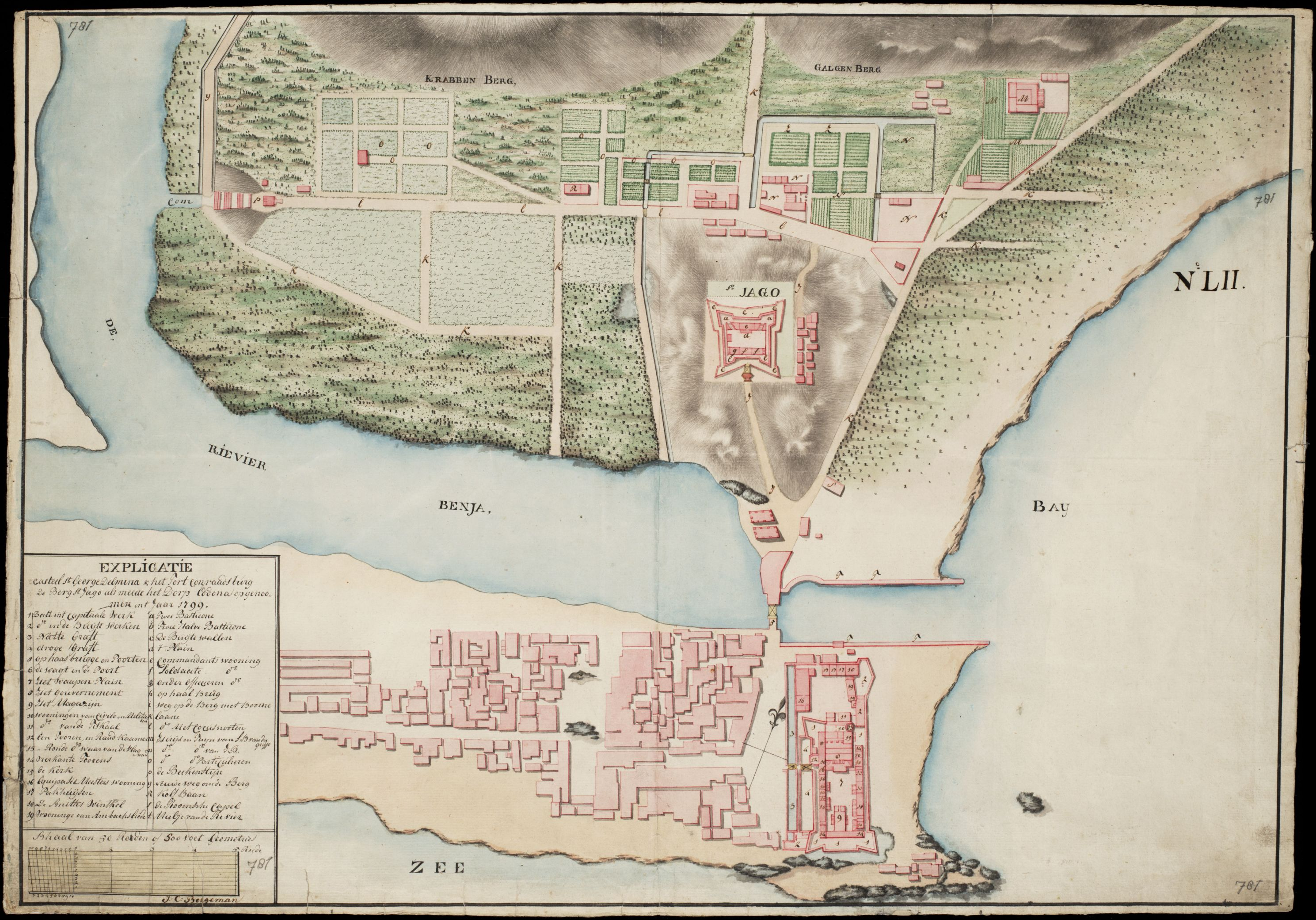
Plan von Elmina 1799, mit Brücke über den Benya, Fort Conraadsburg, den „Gärten“ und Häusern auf der Nordhalbinsel

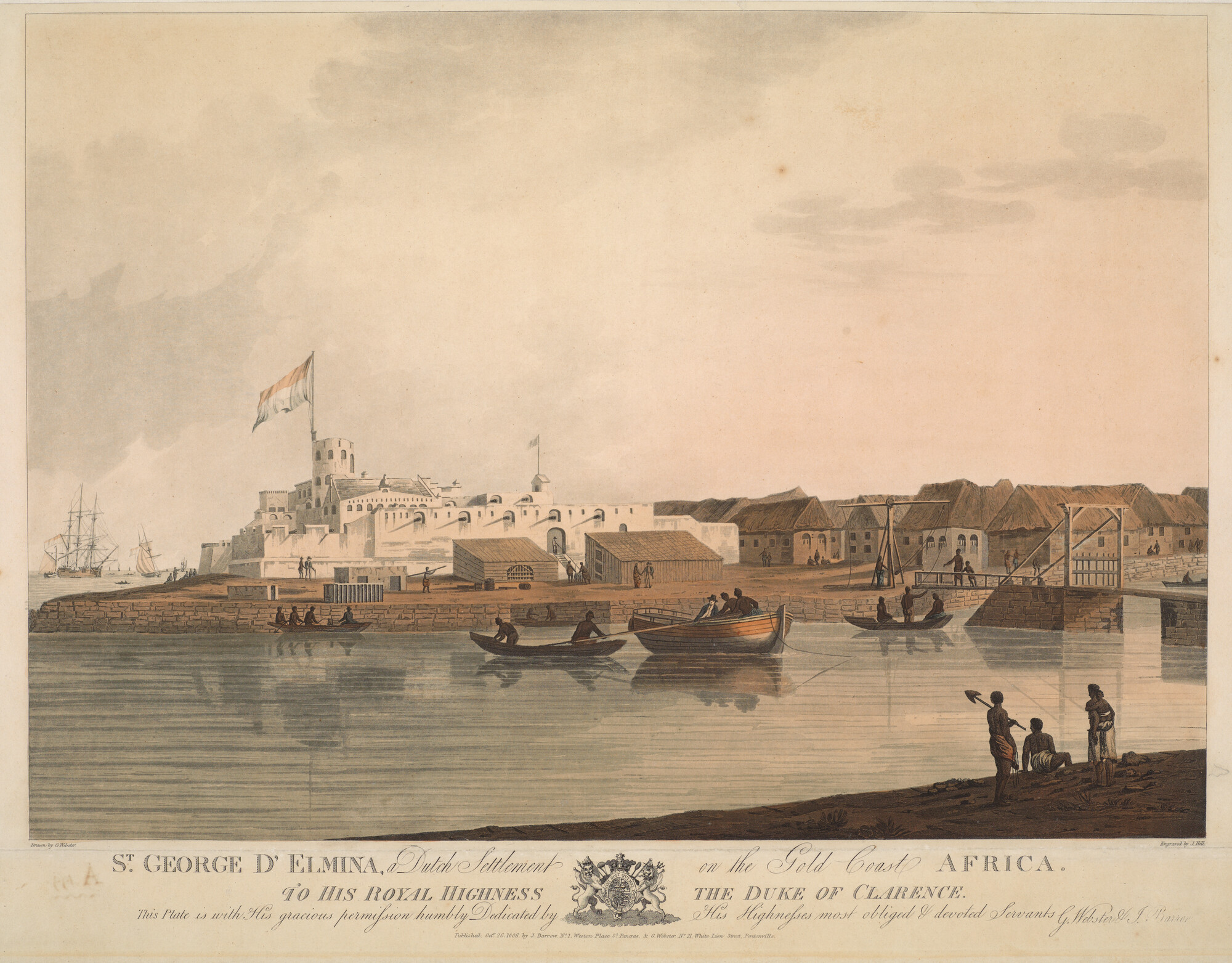
Elmina 1806

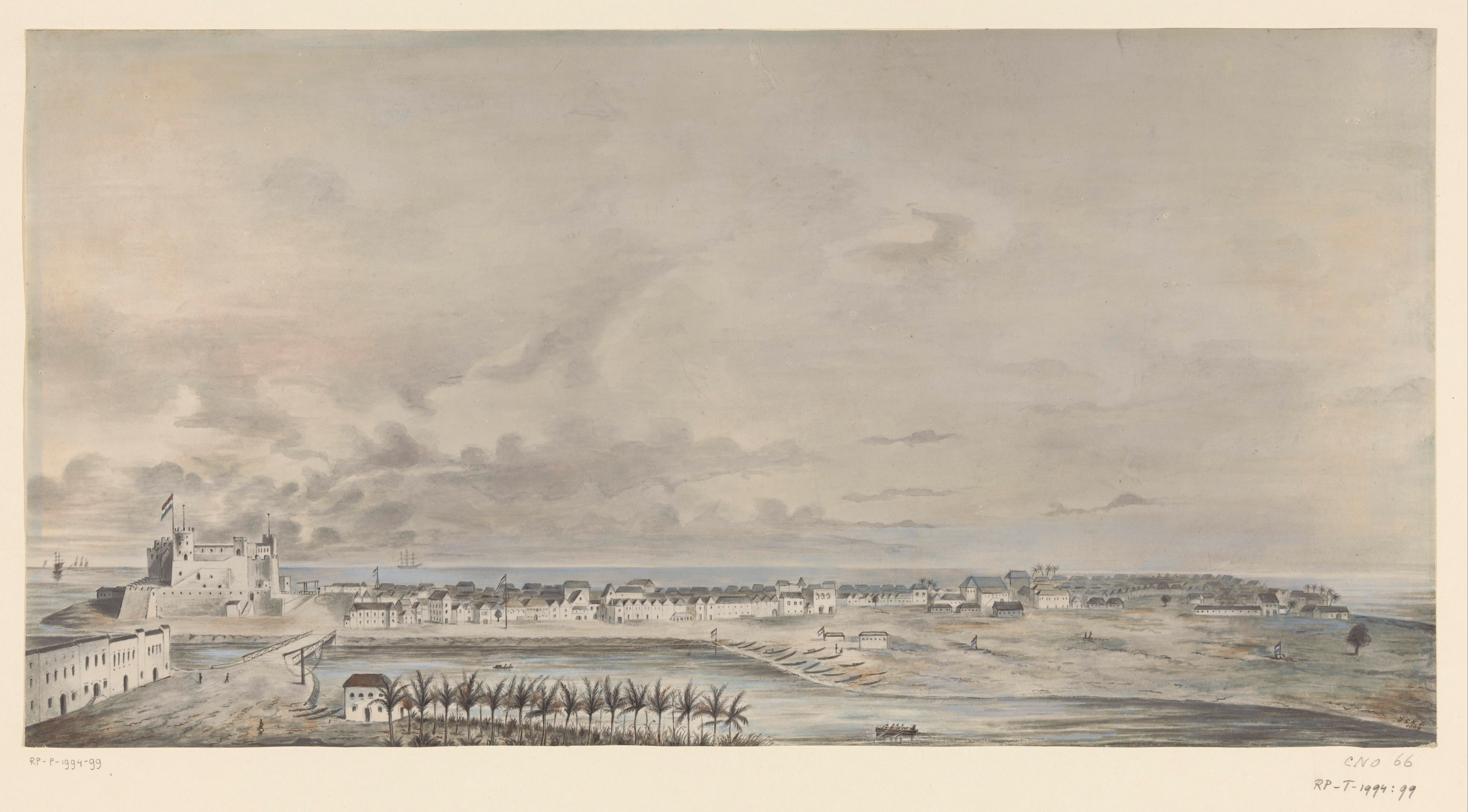
Elmina 1869 vom Hügel St. Jago aus gesehen, also mit Elmina Castle, Brücke, Hauptsiedlung und einigen Häusern auf der Nordhalbinsel

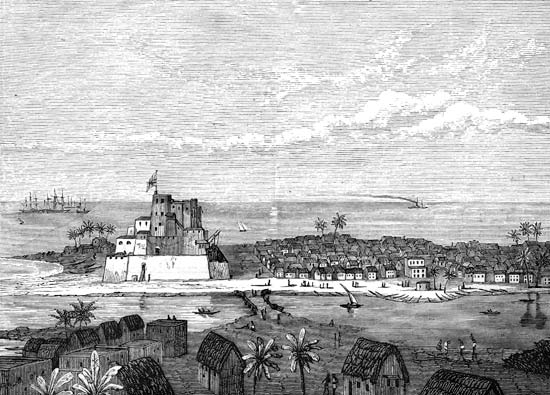
Elmina Ende des 19. Jahrhunderts von Norden aus gesehen

In der niederländischen Zeit änderte sich das Stadtbild von Elmina. Weiterhin war die Stadt zwar durch einen sehr unregelmäßigen, chaotischen Grundriss und außerordentlich dichte Besiedlung geprägt. Zeitgenössische Karten und Darstellungen, die einen regelmäßigen Grundriss der Stadt zeigen, sind Idealisierungen, die den zeitgenössischen Beschreibungen widersprechen. Jedoch entstanden früh in beachtlichem Maße Steinhäuser, die von einheimischen Handwerkern errichtet wurden. Bis ins 19. Jahrhundert unterschied die hohe Zahl von Steinhäusern wie das oben abgebildete mehrstöckige Steinhaus des Elminaer Händlers und „Vrijburghers“ Johan Neizer das Stadtbild Elminas von demjenigen aller anderen Städte der Goldküste.
Die Niederländer versuchten mehrfach erfolglos stadtplanerische Maßnahmen zu ergreifen, insbesondere die Straßen zu verbreitern, um der beständigen Bedrohung durch Feuersbrünste besser begegnen zu können. Dokumentiert ist z. B. solch ein Versuch aus dem Jahr 1837, als ein Feuer 90 Häuser zerstört hatte. Die Gelegenheit schien günstig, neue Straßen durch die Stadt zu schlagen und die Niederländer ließen die geplanten Trassen mit Bambusstöcken abstecken. Frauen entfernten jedoch „unter aufrührerischem Geschrei“ die Markierungsstäbe. Die Niederländer steckten daraufhin den König und einige Älteste ins Gefängnis. Aber selbst mit dieser Maßnahme und dem Versuch, 32 Rekruten mit Rammen in die Stadt zu schicken, die die Grundmauern der niedergebrannten Häuser auf der zukünftigen Trasse einreißen sollten, scheiterten sie und die neuen Straßen wurden nicht gebaut. Das Ereignis wirft ein bezeichnendes Licht auf die reale Macht, die die Niederländer über die Stadt Elmina außerhalb der beiden Festungen ausübten.
Im 18. Jahrhundert begann die Stadt sich auf die nördliche Halbinsel auszudehnen, auf der sich die Conraadsburg befindet. Bereits im 17. Jahrhundert war eine Zugbrücke über die Lagune gebaut worden, die die allmähliche Besiedelung förderte und Zugang zu den unterhalb der Conraadsburg gelegenen Gärten der Westindischen Kompanie verschaffte. Die Zugbrücke war mit Wachthäusern an beiden Enden versehen, um fremden Afrikanern den Zugang in die Stadt zu verwehren. Für die erste Hälfte des 18. Jahrhunderts schätzt Feinberg die Einwohnerzahl Elminas auf etwa 12.000–16.000 Menschen.

### Befestigungsanlagen im 19. Jahrhundert
In den letzten Jahrzehnten ihrer Herrschaft errichteten die Niederländer mehrere Befestigungsanlagen um die Stadt herum, die im Gegensatz zu den beiden großen Festungen Angriffe vom Inland her abwehren sollten. Die erste war Fort Beekestein, 1792 oder 1793 etwa 300 Meter westlich von Fort St. Jago (der Coonradsburg) an der Benya-Lagune errichtet. Es handelte sich um eine runde Redoute, aus Stein und Lehm auf einer Anhöhe errichtet, die einen guten Überblick über das Gebiet nördlich der Siedlung bot. Als 1811 die Fante die Stadt belagerten, wurde Fort Wakzaamheid („Wachsamkeit“) am Ende der Südhalbinsel errichtet. Wegen Baufälligkeit wurde diese Anlage zwischen 1817 und 1829 durch die Veerssche Schanz ersetzt, die nach dem Generaldirektor Jakobus de Veer benannt war. Weitere Redouten entstanden in den 1820er Jahren mit Fort Schomerus auf dem „Coebergh“ (Kuhhügel) und mit der später Fort Java genannten Anlage auf dem „Cattoenbergh“ (Baumwollhügel), dem späteren Java Hill auf der Nordhalbinsel. 1869, kurz vor dem Ende der niederländischen Herrschaft, wurde noch Fort Nagtglas (benannt nach dem niederländischen Generalgouverneur Nagtglas) am nördlichen Ende der Nordhalbinsel errichtet.

### „Schwarze Holländer“ in Elmina

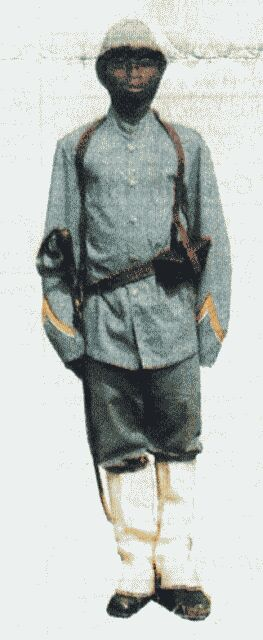
Rekrut der KLN aus Elmina

In den 1830er Jahren fanden die Niederländer eine neue Möglichkeit, Nutzen aus ihrer nach der Abschaffung des Sklavenhandels zunehmend defizitären Besitzung Elmina zu ziehen. Sie bewogen den König Elminas, unter seinen Untertanen Werbung für die Niederländische Kolonialarmee, die Koninklijk Nederlandsch-Indisch Leger, zu machen. Sie lockten mit einem sicheren Einkommen, der Möglichkeit, die Welt zu sehen, und mit der Aussicht auf eine Altersabsicherung. Etwa 100 Männer insbesondere aus afro-europäischen Familien Elminas und auch Accras ließen sich in dieser Phase für die holländische Kolonialarmee anwerben. Später schlossen die Niederländer einen Vertrag mit dem König der Aschanti über die Anwerbung weiterer Rekruten, die über Elmina nach Niederländisch-Indien, dem heutigen Indonesien, gebracht wurden. Dort wurden sie „Schwarze Holländer“ oder auf Javanisch, also der Sprache der Hauptinsel Niederländisch Indiens, Belanda Hitam genannt. Zwischen 1831 und 1872 kamen so etwa 3000 Afrikaner dorthin und kämpften für die Kolonialherren. Nach Ablauf ihrer Dienstzeit kehrte ein kleinerer Teil der Belanda Hitam nach Elmina zurück. Dort wurden ihnen Parzellen hinter dem Fort Coonradsburg auf einem Hügel zugewiesen, der heute noch „Java Hill“, also Javahügel, genannt wird. Die Belanda Hitam ernannten auch einen der ihren als Anführer ihrer Gemeinschaft und agierten so eine Zeit lang als Gruppe.
Es gibt heute keine als Nachfahren der holländischen Kolonialsoldaten identifizierbare Gruppe mehr in Elmina. Die Erinnerung an diese gemeinsame ghanaisch-indonesische Geschichte wird hier seit einiger Zeit jedoch von einem eigenen Java Museum aufrechterhalten. Ein anderes Erbe der Verbindung Elminas mit Java ist die Kunst der Batik, die von Elmina aus ihren Siegeszug über weite Teile Westafrikas begann.

### Elmina und die Aschanti
Elmina und die Aschanti verbindet ein 200 Jahre langes Bündnis. 1701 schlugen die Aschanti unter Osei Tutu I. das Heer des Denkyrareiches, an das die Niederländer zu dieser Zeit „Kostgeld“, also je nach Sichtweise „Pacht“ oder „regelmäßige Geschenke“ zahlten. Die Aschanti erbeuteten dabei die sogenannte „Elmina Note“, ein Schriftstück, in dem diese Pacht geregelt war. Auch wenn zwischen Aschanti und Niederländern Uneinigkeit über den Charakter dieser Zahlungen bestand, zahlten die Niederländer ab da regelmäßig zwei Unzen Gold pro Monat für Elmina an die neue Regionalmacht Aschantireich. Die Aschanti hatten über Elmina erstmals direkten Zugang zum Meer und zum Handel mit einer europäischen Macht (den Niederländern). Daraus ergab sich ein folgenreiches Bündnis zwischen der Stadt Elmina und den Niederländern mit den Aschanti, dem bald auf der anderen Seite ein ähnliches Bündnis zwischen den Fanti (zu denen Elmina sprachlich und kulturell gehörte) und den Briten gegenüberstand.
So belagerten etwa 1810, 1828 und 1829 die Fanti die Stadt während sich die Aschanti weigerten, einen Friedensvertrag mit Briten und Fanti zu schließen, der nicht Elmina einschloss. Der Konflikt um Elmina nach der Übergabe der Stadt an die Briten 1871 (s. u.) war letztlich der Anlass für die Invasion Südghanas durch die Aschanti 1873, der mit der militärischen Niederlage der Aschanti und dem Vertrag von Fomena endete, in dem die Aschanti auf jeden Anspruch auf Südghana verzichten mussten.
Die Stadt Elmina entschied sich mit dem Bündnis mit den Aschanti für einen Sonderweg, der sie in Konflikt mit ihrem gesamten, sprachlich und kulturell verwandten Umland brachte und den Hintergrund für die folgenden Ereignisse bildete.

### Rückzug der Niederländer und Zerstörung der Stadt
1850 gab es erstmals ernsthafte Bestrebungen der Niederländer sich ihrer nach dem Verbot des Sklavenhandels unrentabel gewordener Besitzung Elmina zu entledigen. Die Bewohner der Stadt sandten daraufhin einen Brief an den niederländischen König, in dem sie gegen den geplanten Verkauf an die Briten protestierten und auf die 250-jährige gemeinsame Verbindung hinwiesen. Der Plan wurde – wohl nicht wegen dieses Briefes – fallengelassen.
1867 beschlossen Niederländer und Briten schließlich zwecks Verwaltungsvereinfachung einen gegenseitigen Austausch von Festungen an der Goldküste. Die Gebiete westlich Elminas sollten niederländisch werden, diejenigen einige Kilometer östlich dagegen britisch. Obwohl Elmina dabei weiterhin niederländisch bleiben sollte, wurde die Stadt dadurch in Konflikte hineingezogen, die letztlich in ihrer Zerstörung endeten.
Der Plan traf auf heftigen Widerstand verschiedener bis dahin britischer Ortschaften, die nun niederländisch werden sollten. Hintergrund war die – durchaus begründete – Befürchtung, dass durch diesen Besitzwechsel die Gebiete westlich Elminas über kurz oder lang an die Aschanti, die traditionellen Verbündeten der Niederländer und Elminas, fallen würden. Diese Bedrohung führte zur Vereinigung der bis dahin zerstrittenen Fantistaaten zum „Rat von Mankessim“, der späteren Fanti-Konföderation. Die Fanti bildeten eine gemeinsame Armee und zogen im März 1868 nach Elmina mit dem Ziel, die Niederländer zu vertreiben. Im April war die Fantiarmee stark genug eine effektive Belagerung der Stadt zu beginnen. Im Mai desselben Jahres kam es jedoch nach einem fehlgeschlagenen Angriff auf die Stadt zu Unstimmigkeiten unter den Fanti, die zum Abbruch der Belagerung führten. Ende Juni wurde ein Friedensvertrag zwischen der Fanti-Konföderation und der Stadt Elmina geschlossen. In dem Vertrag verpflichtete Elmina sich zur Neutralität bei einem eventuellen Angriff der Fanti durch die Aschanti. Allerdings blieb eine Blockade der komplett vom Gebiet der Fanti-Konföderation umgebenen Stadt auch in den Jahren 1869 und 1870 bestehen und der Handel mit den Aschanti kam zum Erliegen. Versuche, Elmina zum Beitritt zur Fanti-Konföderation zu bewegen, scheiterten. Elmina war der einzige Ort im Siedlungsgebiet der Fante, der sich der Konföderation nicht anschloss.
Elmina und die Niederländer sandten ein formelles Hilfeersuchen an den Asantehene und am 27. Dezember 1869 traf eine Aschanti-Streitmacht unter ihrem Kriegsherren Atjempon in Elmina ein. Bald wurde den Bewohnern Elminas wie den Niederländern klar, dass diese Aschantimacht sich nur schwer kontrollieren ließ und eigenmächtig jeden Kompromiss mit den Fanti wie Briten verhinderte.
Im Juli 1870 schließlich erreichte die Nachricht Elmina, dass die Niederländer durch die anhaltenden Konflikte an der Goldküste das Interesse an ihren Besitzungen dort verloren hatten, und bereit waren, diese Besitzungen einschließlich Elmina den Briten zu überlassen. Der niederländische Gouverneur von Elmina, Nagtglas, bemühte sich, die Bewohner Elminas zu überzeugen, die Übergabe ihrer Stadt an die Briten zu akzeptieren. Kompliziert wurde die Situation durch die Anwesenheit einer Aschantiarmee in der Stadt, deren Anführer der niederländische Gouverneur Nagtglas im April 1871 kurzfristig verhaften ließ. Der regierende Asantehene Kofi Karikari drückte 1870 in einem Schreiben an Nagtglas deutlich seinen Anspruch auf Fort und Stadt Elmina aus und begründete diesen Anspruch mit der Elmina-Note, die mit der Eroberung des Reiches Denkyra durch die Aschanti die Rechte an dem Fort Elmina auf die Aschanti übertragen habe, dokumentiert durch den jährlichen Tribut, den die Niederländer an die Aschanti für das Fort zahlten:

„Die Festung auf diesem Platz hat von unvordenklichen Zeiten bis heute jährlichen Tribut an meine Vorfahren gezahlt, aufgrund des Rechtes der Waffen, seit wir Intim Gackidi, den König von Denkyra eroberten [besiegten], denn seine Vorfahren haben 9000 Pfund bezahlt, die die Niederländer für dieses Recht verlangten.“

Nagtglas widersprach dieser Auffassung des Asantehene und 1871 widerrief Kofi Karikari seinen Anspruch auf Elmina – gegenüber den Niederländern.

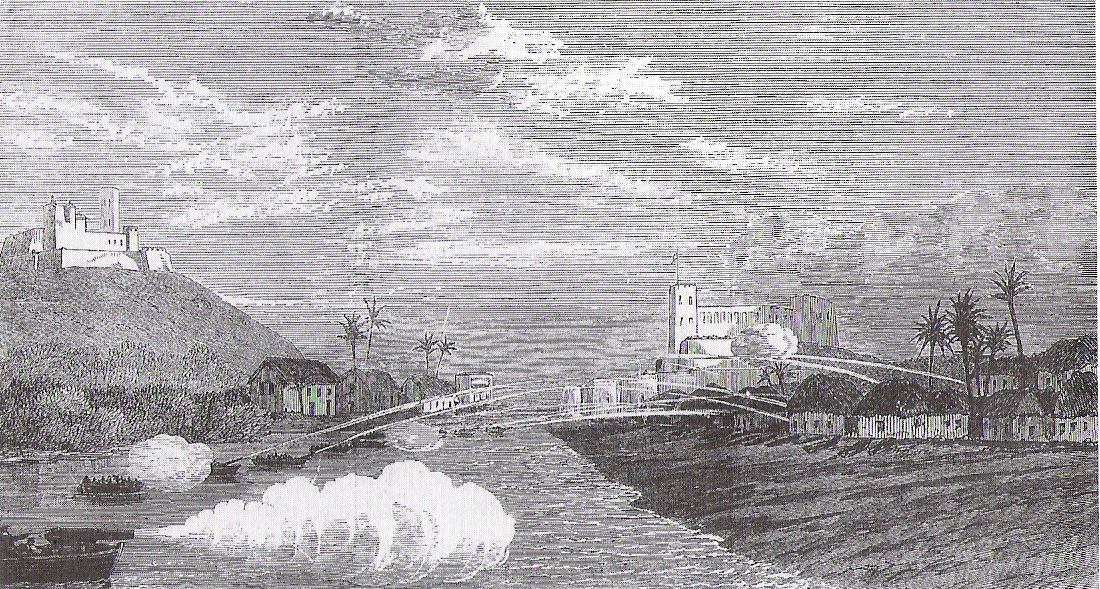
Bombardement von Elmina durch britische Kriegsschiffe am 13. Juni 1873

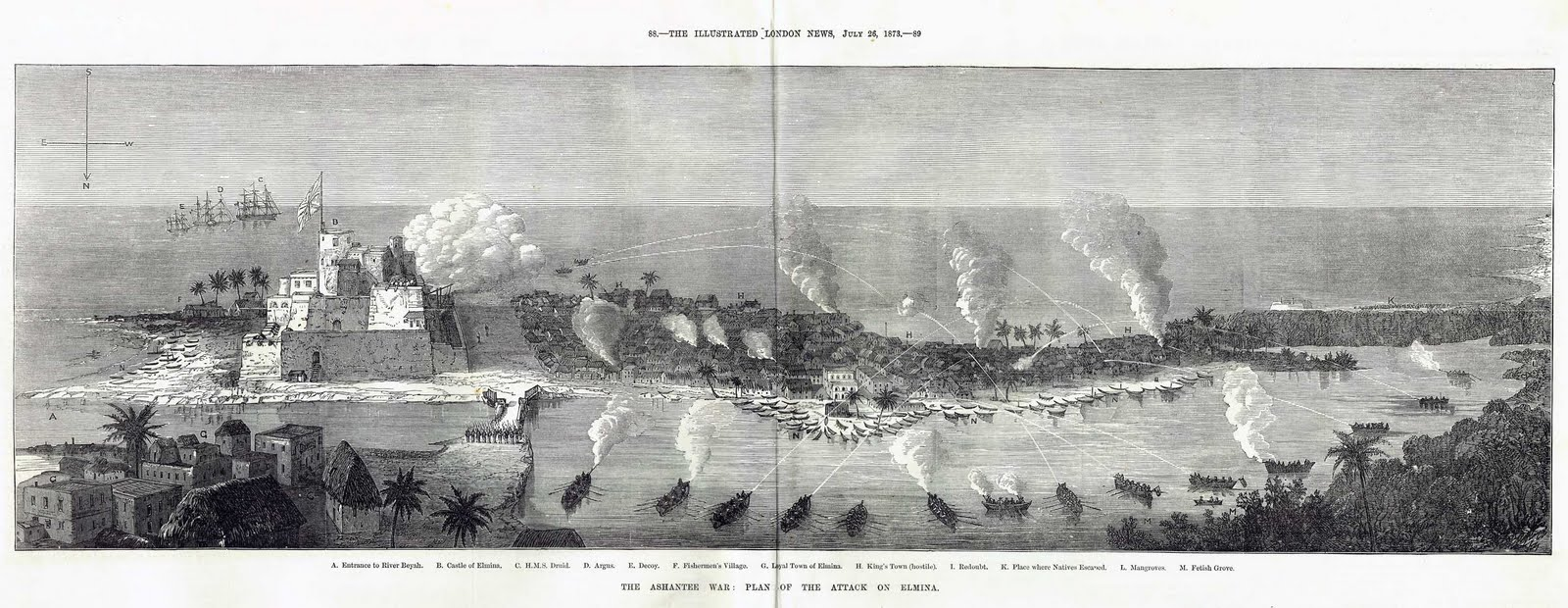
Bombardierung Elminas in Gesamtansicht

1872 erfolgte der Rückzug der Niederländer von der Goldküste und die Übernahme ihrer Besitzungen durch die Briten. Die Bevölkerung Elminas allerdings verweigerte mehrheitlich den Briten die Anerkennung ihrer Herrschaft. Der Omanhene von Elmina, Kobina Gyan, erklärte den Briten, nachdem diese Einzug in das von den Niederländern geräumte Elmina Castle gehalten hatten:

„Das Schloß gehörte vorher der niederländischen Regierung und die Leute von Elmina waren freie Männer, sie sind keine Sklaven, die man zu etwas zwingen kann. Als der [britische] Gouverneur [von Cape Coast] kam, um das Schloß zu übernehmen hat er mich nicht konsultiert, bevor er die britische Flagge aufzog; wenn er mich als König anerkenne würde, hätte er das getan… Der Gouverneur hat mir als Bestechungsgeschenk eine große Summe Geldes angeboten, damit die Übergabe reibungslos und friedlich ablaufe. Ich habe die Annahme des Bestechungsgeschenks verweigert, denn hätte ich das angenommen, dann hätten mir die Chiefs [traditionelle Oberhäupter] hinterher den Rücken zugekehrt und gesagt, dass ich das Land für Geld verkauft habe.“

Im Juni 1873 schließlich eskalierte die Situation, als die Aschanti Richtung Süden marschierten, um die Herrschaft über verschiedene Völker Südghanas und ausdrücklich über Elmina „zurückzugewinnen“. Die Aschantiinvasion war bis Mitte des Jahres überaus erfolgreich. Eine Aschantiarmee marschierte an der Küste entlang Richtung Elmina, wurde aber weit vor Elmina gestoppt.
Die Briten verhängten das Kriegsrecht über die Stadt und schickten den Omanhene in ihre Kolonie Sierra Leone ins Exil. Nachdem mehrere Ultimaten verstrichen waren, begannen sie von Kriegsschiffen aus am 13. Juni 1873 um 12 Uhr mit der Bombardierung Elminas.
Da die Bevölkerung der Stadt sich rechtzeitig im „Castle“ oder im Umland in Sicherheit gebracht hatte, kam es nicht zu Todesopfern. Die Aschantikrieger versuchten aus der Stadt zu entkommen, aber 200 von ihnen verloren bei den Kämpfen im Umland ihr Leben, im Inland schlugen Briten und Fanti gemeinsam die Aschantiinvasion zurück. Die Briten unterschieden bei der Bombardierung Elminas zwischen „loyalen“ und „illoyalen“ Stadtteilen bzw. Asafos. Vier der acht Asafos der Stadt widersetzten sich den Briten, vier galten als „loyal“. Als illoyal, Kobena Gyan, dem Omanhene von Elmina, treu und die britischen Ansprüche ablehnend, sahen sie den Kern der Stadt westlich von St. George’s Castle an. Dieser Teil wurde bombardiert und anschließend von Verbündeten der Briten aus den umliegenden Fantestaaten geplündert, die Teile nördlich des Benya bleiben verschont. Sie zerstörten damit endgültig die alte Stadt Elmina auf der Halbinsel westlich des Forts.
Als Überreste der „niederländischen Zeit“ sind bis heute in Elmina etliche niederländische Nachnamen zu finden, außerdem der holländische Friedhof und einige niederländische Inschriften in Elmina Castle.

## Die britische Zeit seit 1873

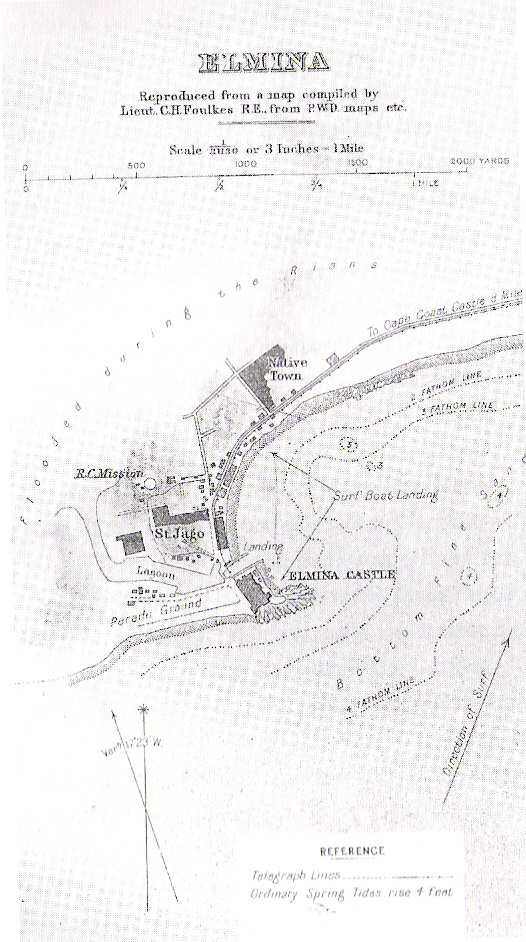
Britischer Plan von Elmina, 1898: Paradeplatz statt Altstadt, neue native town im Norden

Anschließend an die Bombardierung machten die Briten die Reste der Stadt dem Erdboden gleich, erklärten die so entstehende Fläche zum „Paradeplatz“ (s. nebenstehende Karte) und untersagten jede Neubesiedlung der Elminahalbinsel, da sie in einer Siedlung in unmittelbarer Nähe des Forts ein Sicherheitsrisiko sahen. Es dauerte Jahre, ehe in Elmina wieder städtisches Leben entstand. Dieses neue Elmina befand sich – bis heute – nicht mehr südlich, sondern nördlich des Benya.
Elmina verlor mit der britischen Herrschaft nicht nur endgültig seine alte Bedeutung für die gesamte Region, die Stadt erlebte auch erstmals eine tatsächliche Kolonisierung. Elmina war nun Teil der unmittelbar vorher gegründeten britischen Kronkolonie Goldküste. Zentren der Kronkolonie waren Cape Coast und Accra, Elmina war Provinz. Von hier ging ab 1880 aber wieder die von den Niederländern verbotene katholische Mission Ghanas aus, für die die Basilika St. Josef als älteste katholische Kirche des Landes steht. Zu Beginn des 20. Jahrhunderts hatte die Stadt weniger als 4000 Einwohner und damit etwa ein Viertel bis ein Fünftel der Bevölkerung Mitte des 19. Jahrhunderts. Ein großer Teil der wirtschaftlich besonders aktiven Bevölkerung kehrte nicht in die Stadt zurück, sondern siedelte sich in Kumasi und an anderen Orten an. 1921 wurde auch der Hafen der Stadt für den Handel gesperrt. Dennoch sahen die 1920er Jahre einen begrenzten wirtschaftlichen Aufschwung der Stadt als Kapital aus dem Gold- und Kakaogeschäft in die Stadt flossen und heute noch prägt der Kolonialstil dieser Zeit einige Stadtteile Elminas.

## Elmina seit der Unabhängigkeit
Die Unabhängigkeit Ghanas 1957 veränderte an dieser randständigen Lage Elminas nichts grundsätzlich. Die Bevölkerungszahl stieg ebenso wie die anderer ghanaischer Städte. 1960 lebten 8534 Menschen in Elmina, zehn Jahre später waren es gut 12 000 und heute leben etwa 18 000 Menschen hier. Als größeres Ereignis verzeichnet die Stadtgeschichte den Besuch der Queen Elisabeth II in Elmina 1960. 1979 wurden die beiden Festungen Elminas zum Weltkulturerbe erklärt und der Tourismus hat seither einen erheblichen Aufschwung genommen.
Anfang des Jahrtausends startete mit erheblicher finanzieller Unterstützung der Europäischen Union das „Elmina Heritage Project“, ein Programm zur Restaurierung der historischen Stätten Elminas, der beiden Festungen, der Asafoposten und etlicher weiterer historischer Gebäude.